# Antonie Amálie Brunšvicko-Wolfenbüttelská
Antonie Amálie Brunšvicko-Wolfenbüttelská (14. dubna 1696 Wolfenbüttel – 6. března 1762 Braunschweig), byla Brunšvicko-wolfenbüttelská princezna a vévodkyně.

## Životopis
Přišla na svět jako nejmladší dcera brunšvicko-wolfenbüttelského vévody Ludvíka Rudolfa a jeho manželky Kristýny Luisy Öttingenské. Měla tři sestry: Alžbětu Kristýnu (1691 - 1750), Šarlotu Augustu (1692-1692) a Šarlotu Sofii (1694-1715).
15. října 1712 se provdala za brunšvicko-lüneburského vévodu Ferdinanda Albrechta II., jemuž porodila čtrnáct dětí:

### Potomci
- 1. Karel I. (1. 8. 1713 Braunschweig – 26. 3. 1780 tamtéž), vévoda brunšvicko-lüneburský a kníže brunšvicko-wolfenbüttelský od roku 1735 až do své smrti[2]
⚭ 1733 Filipína Šarlota Pruská (13. 3.  1716 Berlín – 17. 2. 1801 Braunschweig)[3]
- 2. Antonín Oldřich (28. 8. 1714 Bevern – 4. 5. 1776 Cholmogory), vévoda brunšvicko-lüneburský, generalissimus ruské carské armády[4]
⚭ 1739 Anna Leopoldovna (18. 12. 1718 Rostock – 19. 3. 1746 Cholmogory)[5]
- 3. Alžběta Kristýna (8. 11. 1715 Wolfenbüttel – 13. 1. 1797 Berlín)[6]
⚭ 1733 Fridrich II. Veliký (24. 1. 1712 Berlín – 17. 8. 1786 Postupim), braniborský kurfiřt, neuchâtelský kníže a pruský král od roku 1740 až do své smrti[7]
- 4. Ludvík Arnošt (25. 9. 1718 Wolfenbüttel – 12. 5. 1788 Eisenach), polní maršál, svobodný a bezdětný[8]
- 5. August (23. 11. 1719 Wolfenbüttel – 26. 3. 1720 tamtéž)[9]
- 6. Ferdinand (12. 1. 1721 Wolfenbüttel – 3. 7. 1792 tamtéž), polní maršál, svobodný a bezdětný[10]
- 7. Luisa Amálie (29. 1. 1722 Wolfenbüttel – 13. 1. 1780 Berlín)[11]
⚭ 1742 August Vilém Pruský (9. 8. 1722 Berlín – 12. 6. 1758 Oranienburg), princ pruský[12]
- 8. Žofie Antonie (13. 1. 1724 Wolfenbüttel – 17. 5. 1802 Coburg)[13]
⚭ 1749 Arnošt Fridrich Sasko-Kobursko-Saalfeldský (8. 3. 1724 Saalfeld – 8. 9. 1800 Coburg), vévoda sasko-kobursko-saalfeldský od roku 1764 až do své smrti[14]
- 9. Albrecht (4. 5. 1725 Braunschweig – 30. 9. 1745), svobodný a bezdětný, padl v bitvě u Žďáru[15]
- 10. Šarlota Kristýna (30. 11. 1726 Wolfenbüttel – 20. 5. 1766 Braunschweig), abatyše v Quedlinburgu[16]
- 11. Tereza Natálie (4. 6. 1728 Wolfenbüttel – 26. 6. 1778 Gandersheim), abatyše v Gandersheimu[17]
- 12. Juliana Marie (4. 9. 1729 Wolfenbüttel – 10. 10. 1796 Fredensborg)[18]
⚭ 1752 Frederik V. (31. 3. 1723 Kodaň – 13. 1. 1766 tamtéž), král dánský a norský od roku 1746 až do své smrti[19]
- 13. Fridrich Vilém (17. 1. 1731 Wolfenbüttel – 24. 12. 1732 tamtéž)[20]
- 14. Fridrich František (8. 6. 1732 Wolfenbüttel – 14. 10. 1758 Hochkirch), padl v bitvě u Hochkirchu (sedmiletá válka), svobodný a bezdětný[21]